# Джузепе Унгарети
Джузепе Унгарети (на италиански: Giuseppe Ungaretti) е италиански поет. Заедно със сънародниците си Салваторе Куазимодо и Еудженио Монтале е един от най-големите поети на 20 век.

## Биография
Роден е в еврейско семейство на емигранти от тосканското градче Лука. Баща му работи при строителството на Суецкия канал и умира при нещастен случай там, когато Дзузепе на 2 години. След смъртта на мъжа си, майката на поета, родом от Котор (Черна гора), издържа семейството с малка хлебопекарна в Сахара.
В Александрия Унгарети учи в католическото училище на асоциацията „Дон Боско“, после в швейцарското училище на Жако. Още младеж дебютира като журналист и литературен критик, участва в издаването на „Risorgete“, списание, редактирано от анархиста Енрико Пи. На 18 години се сближава с революционери-анархисти от различни европейски страни, намерили убежище в Александрия и създали комуна, наречена „Червената къща“. Унгарети е чест неин посетител, симпатизира на анархистко-социалистическите кръгове. През 1912 г. заедно с майка си и брат си заминава за Италия, а оттам – за Париж.
През 1912–1914 г. Унгарети живее в Париж, където се запознава с Гийом Аполинер, Пабло Пикасо, Джорджо де Кирико, Амедео Модиляни, Жорж Брак. В течение на две години посещава лекции на философа Анри Бергсон и на историка Фортунат Стровски в Сорбоната, както и на филолога медиевист Жозеф Бедие в Колеж дьо Франс.
Участва като доброволец в Първата световна война от 1915 до 1918 г. Участва в сражения на Северния италиански фронт и остава потресен от войната, за която първоначално апелира. Стихосбирката му „Погребаното пристанище“ се появява през 1916 г. Когато е подписан мирът през 1918 г., заминава отново за Париж, където е кореспондент на вестника на Бенито Мусолини „Il Popolo d’Italia“. Издава „La guerre“ („Войната“, 1919, ІІ изд. – 1947). През 1920 г. се жени за французойката Жан Дюпоа, от която има дъщеря Нинон (р. 1925), и син Антонио Бенито – Антонито (р. 1930).
В края на 1910-те – началото на 1920-те години е идейно близък до италианския фашизъм. През 1920 г. се връща в Италия, установява се в Рим. Вероятно със съдейстието на Мусолини поетът получава добре платена длъжност в Министерството на външните работи и семейството му живее, без да изпитва материални затруднения. Участва в Националния Фашистки събор, подписва профашисткия Манифест на италианските автори (1925). Второто издание на книгата му „Погребаното пристанище“ излиза през 1923 г. с предговор от Мусолини. В есетата му, писани през 1926–1929 г. и преиздадени през 1996 г., той неведнъж се обръща към Дучето с молба да насочва културното развитие на Италия и да реорганизира италианската Академия по фашистки образец. В личните си писма до френски критик Унгарети също така твърди, че фашизмът не приема цензурата.
През 1925 г. Унгарети преживява религиозна криза и през 1928 г. се връща в Римокатолическата църква. Работи от 1931 г. като чуждестранен кореспондент на вестник „Gazzetta del Popolo“, посещава Египет, Корсика, Нидерландия, различни области на Италия. През този период въвежда херметизма, чийто представители стават Еудженио Монтале и Салваторе Куазимодо. Издава сборника „Чувство за време“ (1933) и „Преводи“ (1936).
Между 1936 и 1942 г. живее в Бразилия. През 1936 г., по време на пътуване до Аржентина по покана на ПЕН клуба, получава покана от катедрата по италиански език и литература в университета в Сао Пауло. Всъщност заминава за Южна Америка поради финансови затруднения. През този период активно превежда (напр. творби на Уилям Шекспир), но не пише свои стихове. В Бразилия умира поради неправилно отстраняване на апендицит 9-годишният му син Антонието. Умират и майка му и брат му – тези лични скърби и началото на Втората световна война стават тема на сборника „Скръб“ (1947).
През 1942 г. е избран в италианската Академия, става професор по съвременна литература в Римския университет „Ла Сапиенца“, където преподава до 1958 г. В края на Втората световна война, след краха на Мусолини, е изгонен от работа заради фашисткото му минало, но е възстановен, след като колегите му гласуват в негова подкрепа. Преживява тежък инфаркт (1947), тъй като се налага няколко пъти да защитава в съда званията си на академик и професор по италианска литература.
След смъртта на съпругата си (1958) посещава Япония, Съветския съюз, Израел и САЩ.
В по-късните си години Унгарети има романтична връзка с италиано-бразилката Бруна Бианко (52 години по-млада от него), с която се среща случайно в хотел в Сао Пауло, където е за конференция. Свидетелство за страстната им любовна история са 400 писма.
Разболява се от бронхопневмония и макар че се лекува в Ню Йорк, умира в Милано на 82-годишна възраст, докато гледа по нощната телевизионна програма първите крачки на човека на Луната. Погребан е в римското гробище Кампо Верано.

## Творчество
В младежките си години се увлича от поезията на Джакомо Леопарди, Шарл Бодлер, Стефан Маларме, философията на Фридрих Ницше.
В началото влиза в кръга на футуристите (Арденго Софичи, Джовани Папини, Алдо Палацески). По-късно се превръща заедно със Салваторе Квазимодо и Еудженио Монтале в един от основателите на италианския херметизъм.
Превежда творби на Уилям Шекспир, Жан Расин (преводът му на „Федра“ е приет с аплаузи), Луис де Гонгора, Стефан Маларме, Райнер Мария Рилке, Томас Стърнз Елиът.
Във Франция творчеството му постепенно е популяризирано чрез преводите на приятел, с когото има нарастващи контакти, поета Филип Жакоте.
На немски език поезията му превеждат Ингеборг Бахман, Хилде Домин и Паул Целан.
В България го превежда Драгомир Петров, а сред първите представителни подборки на негова поезия на български език е тази в антологията „Осем съвременни италиански поети“ (1967).

## Признание
След Втората световна война се ползва със славата на народен любимец, по стиховете му създават музика композитори, произведенията му се превеждат на почти всички европейски езици, получава награди и почетни звания.
Носител е на италианските литературни награди „Монтефелтро“ (1960) и „Етна-Таормина“ (1966), както и на международната Нойщадска литературна награда (1970).
Предлаган е многократно за Нобелова награда за литература (1955, 1956, 1958, 1964, 1968), като първия път е с най-сериозни шансове (тогава е предложен от три места, включително от Томас Стърнз Елиът), но така и не я печели.
Чете лекции в Колумбийския университет в Ню Йорк (1964).
Председател на Европейското общество на писателите от 1962 г.

## Произведения

### Стихосбирки
- II porto sepolto, Udine, Stabilimento tipografico friulano, dicembre 1916; La Spezia, Stamperia Apuana, 1923.
- Natale, Napoli, 26 dicembre 1916.
- La guerre. Une poésie, Paris, Etablissements lux, 1919.
- Allegria di naufragi, Firenze, Vallecchi, 1919.
- L'allegria, Milano, Preda, 1931.
- Sentimento del Tempo, Firenze, Vallecchi, 1933.
- Poesie disperse, Milano, A. Mondadori, 1945. [1915-1927]
- La guerra, I edizione italiana, Milano, 1947.
- Il dolore. 1937-1946, Milano, A. Mondadori, 1947.
- Derniers Jours. 1919, Milano, Garzanti, 1947.
- La terra promessa. Frammenti, Milano, A. Mondadori, 1950.
- Gridasti soffoco..., Milano, Edizioni Fiumara, 1951.
- Un grido e paesaggi, Milano, Schwarz, 1952.
- Les cinq livres, texte français établi par l'Auteur et Jean Lescure, Paris, Les éditions de minuit, 1953.
- Il taccuino del vecchio, Milano, A. Mondadori, 1960.
- Dialogo, con Bruna Bianco, Milano, Fògola, 1968.

### Проза и есестика
- Il povero nella città, Milano, Edizioni della meridiana, 1949.
- Il deserto e dopo, Milano, A. Mondadori, 1961.
- Saggi e interventi, Milano, A. Mondadori, 1974.
- Invenzione della poesia moderna. Lezioni brasiliane di letteratura (1937-1942), a cura di Paola Montefoschi, Napoli, Edizioni scientifiche italiane, 1984.

### Преводи
- Traduzioni. St.-J. Perse, William Blake, Gongora, Essenin, Jean Paulhan, Affrica, Roma, Edizioni di Novissima, 1936.
- 22 sonetti di Shakespeare, Roma, Documento, Editore Libraio, 1944.
- 40 sonetti di Shakespeare, Milano, A. Mondadori, 1946.
- Da Góngora e da Mallarmé, Milano, A. Mondadori, 1948.
- Jean Racine, Fedra, Milano, A. Mondadori, 1950.
- Visioni di William Blake, Milano, A. Mondadori, 1965.

### Събрани съчинения
- Vita d'un uomo

I, L'allegria. 1914-1919, Milano, A. Mondadori, 1942.
II, Sentimento del tempo. 1919-1935, Milano, A. Mondadori, 1943.
III, Poesie disperse, Milano, A. Mondadori, 1945.
IV, 40 sonetti di Shakespeare, Milano, A. Mondadori, 1946.
V, Il dolore. 1937-1946, Milano, A. Mondadori, 1947.
VI, Da Gongora e da Mallarmé, Milano, A. Mondadori, 1948.
VII, Fedra di Jean Racine, Milano, A. Mondadori, 1950.
VIII, La Terra promessa. Frammenti, Milano, A. Mondadori, 1954.
IX, Un grido e paesaggi, Milano, A. Mondadori, 1954.
X, Il taccuino del vecchio, Milano, A. Mondadori, 1960.
XI, Il deserto e dopo. 1931-1946, Milano, A. Mondadori, 1961.
XII, Visioni di William Blake, Milano, A. Mondadori, 1965.
- Tutte le poesie, a cura di Leone Piccioni, Milano, A. Mondadori, 1969; a cura di Carlo Ossola, 2009. ISBN 978-88-04-58349-3.

## За него
- Giorgio Luti, Invito alla lettura di Giuseppe Ungaretti. Milano: Mursia, 1974
- Maura Del Serra, Giuseppe Ungaretti, Firenze, La Nuova Italia, 1977
- Emerico Giachery, Nostro Ungaretti, Roma: Studium, 1988
- Walter Mauro, Vita di Giuseppe Ungaretti. Milano: Camunia, 1990
- Emerico Giachery, Noemi Paolini, Ungaretti verticale, Roma: Bulzoni, 2000
- Rosario Gennaro, Le patrie della poesia. Ungaretti, Bergson e altri saggi, Firenze: Cadmo, 2004
- Emerico Giachery, Ungaretti a voce alta e altre occasioni, Roma: Edizioni Nuova Cultura, 2008